# Sorte Plov
Sorte Plov var en jysk stormand, som i forbindelse med mordet på Kong Erik 2. Emune spillede en betydelig rolle. Kongen blev myrdet 18. september 1137, under et tingmøde på Urnehoved Ting i Sønderjylland. Sorte Plov var en af Kong Niels' støtter i borgerkrigen, der brød ud i Danmark efter mordet på Knud Lavard i 1131.
Efter mordet på Kong Erik spillede Sorte Plov ingen større politisk rolle. I 1151 blev han blev taget til fange af Erik Emunes søn, Svend Grathe. Dette skete i Nordfrisland hvor han befandt sig sammen med Knud 5. Magnussen. Sorte Plov undslap med livet i behold. Hans motiv for mordet på Erik Emune er ikke fuldt ud dokumenteret.